# L (metro de Nueva York)
La  L 14th Street–Canarsie Local (línea L local de la calle 14-Canarsie en español) es un servicio del metro de la ciudad de Nueva York. Las señales de las estaciones, el mapa del metro de Nueva York, y los letreros digitales están pintados en color gris, ya que representa el color del servicio BMT provisto por la línea Canarsie.
El servicio L opera entre la Octava Avenida/Calle 14 en Chelsea, Manhattan, y Rockaway Parkway en Canarsie, Brooklyn, todo el tiempo. Todos los trenes operan como rutas locales, ya que la línea Canarsie line no tiene vías expresas.
La flota del servicio L consiste principalmente en modelos R143, pero también tiene algunos R160A.

## Historia

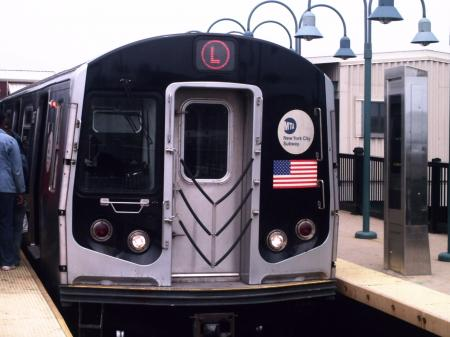
Tren rumbo a Canarsie- modelo R42 en la unión de Broadway.

El servicio L, que opera como ruta local, fue originalmente llamado LL. Desde 1928 hasta 1967, el mismo servicio fue asignado al número 16 del BMT.
En 1924, parte de la eventual línea Canarsie de la calle 14 abrió, anteriormente "14th Street–Eastern District Line" (comúnmente como la "14th Street–Eastern Line"), y llevando el número 16. Este servicio fue extendido al este, y en 1928 fue unida con la existente línea Canarsie al este de Broadway Junction. Desde esa vez, el servicio de la línea Canarsie-Calle 14 había operado a como opera hoy, a excepción de una extensión desde la Sexta Avenida a la Octava Avenida, en la cual abrió en 1931 para conectarse con la nueva línea de la Octava Avenida.
El 26 de noviembre de 1967, con la apertura de la conexión de la calle Chrystie, las líneas del distrito Eastern fueron cambiadas a letras; la 16 se convirtió en la LL. Cuando las dobles letras dejaron de ser usadas el 5 de mayo de 1986, la LL se convirtió después en la L, hasta hoy en día.
Antes de la calle 14 y las líneas Eastern y Canarsie fueron conectadas, la parte de la línea Canarsie ya tenía un número,  el 14, que opera desde el Bajo Manhattan vía el puente elevado de Broadway llamada la  línea Canarsie. Cuando la línea Eastern-Calle 14 fue conectada en 1928, y luego cambiada de nombre a la  línea Broadway (Brooklyn), pero siguió operando hacia Canarsie. En 1967, el servicio 14 Canarsie se le dio el nombre de JJ (aunque el servicio 14 fue diseñado para ser el servicio KK, continuando al este de Broadway Junction hacia Jamaica). El servicio Canarsie hacia el Bajo Manhattan fue suspendido en 1968.
En 1985, el uso de dobles letras significaba que el servicio había sido suspendido, por eso el servicio LL fue cambiado a L.
El número de usuarios de los trenes L se ha incrementado dramáticamente desde el 2000. La flota de los nuevos vagones de 433 millones de dólares para el servicio L fue introducido en el 2002 por la Autoridad de Transporte Metropolitano, pero para el 2006 ya eran muy pocos trenes para poder abastecer al gran crecimiento de usuarios que usaban la línea todos los días. La Autoridad de Tránsito había proyectado que 212 vagones modelos Kawasaki-made R143 serían suficiente para abastecer a la demanda de usuarios que por años habían esperado esto, pero la cantidad de usuarios se ha incrementado más alto de lo que se pensó. 
Las vías de la línea Canarsie han estado en readaptaciones y eventualmente se podría utilizar el sistema CBTC, un sistema que podría transferir el control de los trenes hacia una computadora a bordo y conducirse automáticamente, a diferencia del actual sistema, donde los trenes son operados por humanos.  Mientras la remodelación ha resultado en un servicio Si bien la readaptación ha dado lugar a casi dos años de cambios de servicio y cierre de estaciones(aunque a menudo, ahí no operan los trenes entre Manhattan y Brooklyn después de la medianoche), este sistema eventualmente permitirá que los trenes se conduzcan casi juntos, y permitir que en los letreros de las estaciones se muestre el momento exacto hasta la llegada del próximo tren . La línea también usa el sistema OPTO (operación del tren de una sola persona) empezando en junio del 2005, pero una combinación de la opinión pública debido a la percepción de los problemas de seguridad, en la cual incremento durante los atentados de Londres en julio de 2005, fuertemente presionaron al Unión de Trabajadores del Transporte de América (UTTA), así como una sentencia de arbitraje que el MTA había incumplido su contrato con el TWU causó que la Autoridad Metropolitana de Transporte dejara de usar al mes siguiente el sistema OPTO.
En adición, El MTA implementó exitosamente en las estaciones de la línea L el nuevo sistema de letreros digitales que muestra el arribo de los trenes .

## Estaciones
Para una lista más detalladas sobre las estaciones, vea línea Canarsie.
| Leyenda de la estación de servicio                       | Leyenda de la estación de servicio                       |
| -------------------------------------------------------- | -------------------------------------------------------- |
| Hace paradas todo el tiempo                              | Paradas todo el tiempo                                   |
| Hace paradas todo el tiempo                              | Paradas todo el tiempo excepto a altas horas de la noche |
| Hace paradas sólo los días de semana                     | Paradas en días de semana                                |
| Hace paradas en horas pico en direcciones congestionadas | Paradas horas pico o vías congestionadas                 |
| Detalles del periodo de tiempo                           |                                                          |

| Servicio L                  | Estación                           | Acceso para discapacitados | Transferencias                                                    | Conexiones                             |
| --------------------------- | ---------------------------------- | -------------------------- | ----------------------------------------------------------------- | -------------------------------------- |
| Manhattan                   |                                    |                            |                                                                   |                                        |
| Hace paradas todo el tiempo | 8th Avenue-14th Street             | Acceso para discapacitados | A C E                                                             |                                        |
| Hace paradas todo el tiempo | Sixth Avenue                       |                            | 1 2 3 F M                                                         | PATH en 14th Street                    |
| Hace paradas todo el tiempo | Union Square–14th Street           | Acceso para discapacitados | 4 5 6 <6> (IRT Lexington Avenue Line) N Q R W (BMT Broadway Line) |                                        |
| Hace paradas todo el tiempo | Third Avenue                       |                            |                                                                   |                                        |
| Hace paradas todo el tiempo | First Avenue                       |                            |                                                                   |                                        |
| Brooklyn                    |                                    |                            |                                                                   |                                        |
| Hace paradas todo el tiempo | Bedford Avenue                     |                            |                                                                   |                                        |
| Hace paradas todo el tiempo | Lorimer Street-Metropolitan Avenue |                            | G (IND Crosstown Line en Metropolitan Avenue)                     |                                        |
| Hace paradas todo el tiempo | Graham Avenue                      |                            |                                                                   |                                        |
| Hace paradas todo el tiempo | Grand Street                       |                            |                                                                   |                                        |
| Hace paradas todo el tiempo | Montrose Avenue                    |                            |                                                                   |                                        |
| Hace paradas todo el tiempo | Morgan Avenue                      |                            |                                                                   |                                        |
| Hace paradas todo el tiempo | Jefferson Street                   |                            |                                                                   |                                        |
| Hace paradas todo el tiempo | DeKalb Avenue                      |                            |                                                                   |                                        |
| Hace paradas todo el tiempo | Myrtle–Wyckoff Avenues             |                            | M (BMT Myrtle Avenue Line)                                        |                                        |
| Hace paradas todo el tiempo | Halsey Street                      |                            |                                                                   |                                        |
| Hace paradas todo el tiempo | Wilson Avenue                      |                            |                                                                   |                                        |
| Hace paradas todo el tiempo | Bushwick Avenue–Aberdeen Street    |                            |                                                                   |                                        |
| Hace paradas todo el tiempo | Eastern Parkway-Broadway Junction  |                            | A C (IND Fulton Street Line) J Z (BMT Jamaica Line)               |                                        |
| Hace paradas todo el tiempo | Atlantic Avenue                    |                            |                                                                   | LIRR Atlantic Branch en East New York  |
| Hace paradas todo el tiempo | Sutter Avenue                      |                            |                                                                   |                                        |
| Hace paradas todo el tiempo | Livonia Avenue                     |                            |                                                                   |                                        |
| Hace paradas todo el tiempo | New Lots Avenue                    |                            |                                                                   | Bus B15 hacia el Aeropuerto Inter. JFK |
| Hace paradas todo el tiempo | East 105th Street                  |                            |                                                                   |                                        |
| Hace paradas todo el tiempo | Canarsie–Rockaway Parkway          | Acceso para discapacitados |                                                                   |                                        |